# Războiul din Algeria
Războiul din Algeria, cunoscut și ca Războiul Algerian de Independență sau Revoluția Algeriană, a fost un conflict armat între 1 noiembrie 1954 și 19 martie 1962, care a avut loc în Algeria franceză, colonie franceză din 1830, și care a avut ca rezultat obținerea independenței țării, la 5 iulie 1962, față de Franța. 

## Denumiri
Termenul folosit în mod oficial în epocă, de Franța, era „evenimentele din Algeria” (în franceză événements d'Algérie), deși expresia „războiul din Algeria” (în franceză: guerre d'Algérie) era folosită, în mod curent. Expresia „războiul din Algeria” a fost adoptată în Franța la data de 18 octombrie 1999.